# Tamara Lasjkarasjvili
Tamara Vasiljevna Lasjkarasjvili (ryska: Тамара Васильевна Лашкарашвили; georgiska: თამარ ლაშქარაშვილი), född 1916, död 2001, var en lärare och sovjetisk-georgisk politiker (kommunist).
Hon var utbildningsminister för den Georgiska SSR åren 1960–1976.